# (153757) 2001 UN210
(153757) 2001 UN210 est un astéroïde troyen de Jupiter découvert par Loren C. Ball. Il est situé au point de Lagrange L5 du système Soleil-Jupiter (camp troyen).